# سعید سلاماتی
سعید سلاماتی (زاده ۵ شهریور ۱۳۳۸، آبادان) بازیکن پیشین فوتبال و مربی فوتبال اهل ایران است. وی هم‌اکنون دارای مدرک مربیگری A آسیا و دانشجوی کارشناسی ارشد تربیت بدنی است.

## سوابق دوران بازی
- عضو باشگاه‌های فوتبال: پرویز آبادان، جم، سپه، صنعت نفت آبادن، شهرداری خرمشهر، شاهین اهواز
- عضو تیم‌های منتخب: نوجوانان، جوانان و بزرگسالان استان خوزستان و استان اصفهان (۶۲)
- عضو تیم ملی: «ب» فوتبال ایران
- بازی در لیگ‌های: لیگ منطقه‌ای، جام تخت جمشید، جام قدس، لیگ آزادگان

## سوابق دوران مربیگری
- باشگاه فوتبال پتروشیمی آبادان، (۷۲،)
- باشگاه فوتبال صنعت نفت آبادان (۷۴) (۸۲) (۹۱)
- باشگاه فوتبال پاس آبادان (۷۴)
- باشگاه فوتبال امید صنعت نفت آبادان(۸۰)
- باشگاه فوتبال نفت نوین (۸۷) (۹۱)
- باشگاه فوتبال شاهین اهواز(۸۸)

### افتخارات بازیگری
- قهرمان مسابقات جوانان استان خوزستان به همراه تیم منتخب آبادان ۵۴
- مقام سوم مسابقات نوجوانان کشور به همراه تیم نوجوانان استان خوزستان
- مقام سوم مسابقات جام بین‌المللی با تیم ملی ب ایران
- قهرمان مسابقات فوتبال کشور به همراه تیم اصفهان در سال ۶۲
- قهرمان جام حذفی کشور به همراه تیم شاهین اهواز